# Лицин Менений Ланат
Лицин Менений Ланат или Луций Менений Ланат (на латински: Licinus/Lucius Menenius Lanatus) e римски консулски военен трибун през 387, 380, 378 и 376 пр.н.е. Той произлиза от патрицииската фамилия Менении с когномен Ланат.

## Политическа кариера
През 387 пр.н.е. е консулски военен трибун заедно с Луций Валерий Попликола, Луций Емилий Мамерцин, Гай Сергий Фидена Коксон, Луций Папирий Курсор.
През 380 пр.н.е. е консулски военен трибун заедно с Луций Валерий Попликола, Сервий Корнелий Малугиненсис, Публий Валерий Поцит Попликола, Гай Сулпиций Петик, Луций Емилий Мамерцин, Гай Сергий Фидена Коксон, Тиберий Папирий Крас, Луций Папирий Мугилан.
През 378 пр.н.е. е консулски военен трибун заедно с Квинт Сервилий Фидена, Спурий Фурий Медулин, Публий Клелий Сикул, Марк Хораций Пулвил, Луций Геганий Мацерин.
През 376 пр.н.е. е консулски военен трибун заедно с Луций Папирий Мугилан, Сервий Корнелий Малугиненсис, Сервий Сулпиций Претекстат.